# Fonioänka
Fonioänka (Vidua camerunensis) är en fågel i familjen änkor inom ordningen tättingar.

## Utbredning och systematik
Fågeln förekommer fläckvist från Sierra Leone österut till nordöstra Demokratiska republiken Kongo och Sydsudan. Den behandlas som monotypisk, det vill säga att den inte delas in i några underarter.

## Status
IUCN kategoriserar arten som livskraftig.

## Namn
Fonio är odlade arter i släktet Digitaria som är viktiga grödor i Västafrika.